# Ralph L. Roys
Ralph Loveland Roys (1879 - 1965) fue un antropólogo e historiador estadounidense, reconocido por sus investigaciones y su aporte al conocimiento de la cultura maya, particularmente en Yucatán, México. Nació en Greenville, Míchigan, murió en la ciudad de Seattle, estado de Washington.

## Academia
Se doctoró en filosofía en la Universidad de Míchigan y en humanidades en el Colegio Whitman de Washington. Fue parte del Middle American Research Institute de la Universidad de Tulane en Nueva Orleans y también de la División de Investigación Histórica del Carnegie Corporation. Fue profesor de antropología de la Universidad de Washington. Se le considera un connotado mayista por las investigaciones y el trabajo que desarrolló a lo largo de veinticinco años en relación con la cultura maya.

## Trabajos en México

Mapa de las jurisdicciones o cacicazgos mayas al empezar el, a la llegada de los españoles a la península de Yucatán. Desarrollado como parte de los trabajos de Ralph L. Roys sobre la cultura maya.

Realizó su primer viaje a México en 1906, estando a punto de perder la vida en la experiencia ya que enfermó de tifo y neumonía. En 1920 hizo su primera publicación referida a la cultura maya: A Maya account of the creation (Una versión maya de la creación), en la cual incorporó un pasaje del libro Chilam Balam de Chumayel.
En 1921 hizo su primera visita a Yucatán a partir de la cual se orientó a su trabajo de fondo como mayista. Poco después se convirtió en la cabeza del equipo que habría de publicar en 1931 el importante trabajo Ethnobotany of the Mayas auspiciado por la Universidad de Tulane.
En 1932 se incorporó al Instituto Carnegie e inmediatamente publicó una traducción al Chilam Balam de Chumayel, la primera, sólo después del acercamiento poético de Antonio Mediz Bolio. Hizo en esa época varios viajes a Yucatán en los que practicó la lengua maya, recopiló material para sus libros The titles of Ebtun (1939) y Political Geography of Yucatan Maya, publicado en 1957, e identificó los sitios mencionados en documentos mayas tempranos con el objetivo de configurar la organización de las viejas provincias de Yucatán.
Su conocimiento de las diversas áreas de interés de la cultura maya quedó de manifiesto en los múltiples estudios y publicaciones que realizó durante esa época: Fray Diego de Landa y el problema de la idolatría en Yucatán; Place names in Yucatán; Personal names of the Maya in Yucatán; Guía al Códice Pérez que había sido compilado por Juan Pío Pérez en el siglo XIX, entre otros.

## Otras obras
Erick S. Thompson (1898-1975), arqueólogo e investigador británico, otro especialista reconocido de la cultura maya en Yucatán, hace mención especial a los trabajos de Roys titulados The Indian Background of Colonial Yucatan y Conquest Sites and the Subsequent Destruction of Maya Architecture in the Interior of Northern Yucatan, por la forma en que el autor logró combinar el trabajo de campo con la sistematización del trabajo en el gabinete.
En 1949 publicó una traducción parcial del Chilam Balam de Tizimín, acompañándolo, para fines comparativos, de un pasaje similar del Chilam Balam de Maní. Este trabajo resultó difícil y muy apreciable debido a la naturaleza esotérica del contenido.
En la última parte de su vida trabajó sobre textos contenidos en antiguos manuscritos, referidos a materiales ritualísticos, de hechicerías y encantamientos. En su obra The Ritual of Bacabs, se encuentran una gran cantidad de pasajes místicos y religiosos basados en mitos perdidos y en símbolos eróticos sobre la creación del universo. En opinión de algunos investigadores, esta obra, que es una importante fuente para el conocimiento de la religión y la medicina mayas, es la más difícil y meritoria de Ralph Roys.
La extensa obra de Roys está reunida en 25 volúmenes y estuvo auspiciada por el Instituto Carnegie, la Universidad de Tulane y la Universidad de Oklahoma.

## Membresías y nombramientos honoríficos
- Miembro correspondiente de la Academia de Historia Franciscana-Estadounidense.
- Miembro honorario del Instituto Real de Antropología de Gran Bretaña.
- Doctor honoris causa por la Universidad Autónoma de Yucatán, institución que le otorgó el título en 1965 por su enorme contribución al estudio de la cultura maya de Yucatán.